# 宮出千慧
宮出 千慧（みやで ちさと、1985年〈昭和60年〉3月15日 - ）は、日本の政治家。参政党所属の参議院議員（1期）。

## 来歴
大阪府河内長野市出身。河内長野市立千代田小学校、帝塚山学院中学校を経て、大阪府立富田林高校を卒業。アメリカのオクラホマ州立大学を中退。建設会社に会社員・パート従業員として勤務。
2024年10月、第50回衆議院議員総選挙に大阪1区から参政党公認で立候補するも、落選。
2025年7月、第27回参議院議員通常選挙に大阪府選挙区から参政党公認で立候補し、初当選した。

## 選挙歴
| 当落 | 選挙                     | 執行日         | 年齢 | 選挙区       | 政党   | 得票数    | 得票率 | 定数 | 得票順位 /候補者数 | 政党内比例順位 /政党当選者数 |
| ---- | ------------------------ | -------------- | ---- | ------------ | ------ | --------- | ------ | ---- | ------------------ | ---------------------------- |
| 落   | 第50回衆議院議員総選挙   | 2024年10月27日 | 39   | 大阪府第1区  | 参政党 | 2万5908票 | 12.24% | 1    | 4/4                | /                            |
| 当   | 第27回参議院議員通常選挙 | 2025年07月20日 | 40   | 大阪府選挙区 | 参政党 | 51万518票 | 12.12% | 4    | 3/19               | /                            |